# Azimuth (rivista)
Azimuth è stata una rivista di arte fondata nel 1959 da Piero Manzoni e Enrico Castellani, uscita in soli due numeri (il n. 1 nel 1959 ed il n. 2 nel gennaio 1960). La rivista, la cui copertina e la linea grafica sono di Cecco Re, aveva un forte connotato teorico sull'arte e pubblicò testi di intellettuali e critici come Gillo Dorfles, Guido Ballo, Vincenzo Agnetti e Bruno Alfieri; opere di artisti come Lucio Fontana, Agostino Bonalumi, Yves Klein, Jean Tinguely, Jasper Johns, Robert Rauschenberg e poesie di Edoardo Sanguineti, Nanni Balestrini, Elio Pagliarani, Leo Paolazzi ed altri.
Nell'anno esce il numero 2 della rivista dove sono pubblicati i testi Continuità e nuovo di Enrico Castellani, Libera dimensione di Piero Manzoni, Una nuova concezione di pittura di Udo Kultermann e L'oscurità e la luce di Otto Piene, proposti in lingua italiana, inglese e francese.
Nel dicembre del 1959, Manzoni e Castellani, in riferimento alla rivista ma differenziando il nome per la mancanza dell'H finale, aprirono a Milano la galleria Azimut dove furono allestite le seguenti esposizioni
- "Le linee di Piero Manzoni", 4-24 dicembre 1959.
- Mostra collettiva con Giovanni Anceschi, Davide Boriani, Enrico Castellani, Gianni Colombo, Gabriele Devecchi, Dadamaino, Piero Manzoni, Enzo Mari, Manfredo Massironi, Alberto Zilocchi, 22 dicembre 1959-3 gennaio 1960.
- "La nuova concezione artistica", 4 gennaio-primo febbraio 1960.
- "Enrico Castellani", 5-22 febbraio 1960.
- "Massironi, Moldow, Oehm, Uecker", 23 febbraio-10 marzo 1960.
- "Heinz Mack", 11-28 marzo 1960.
- "Almir Mavignier", 5-15 aprile 1960.
- "Motus", 15 aprile-2 maggio 1960.
- "Corpi d'aria di Piero Manzoni", 3-9 maggio 1960.
- "Alberti, Sordini, Verga", 11-24 maggio 1960.
- Mostra collettiva con Alberto Biasi, Kilian Breier, Agostino Bonalumi, Enrico Castellani, Giacomo Ganci, Edoardo Landi, Heinz Mack, Edoarda Emilia Maino (Dadamaino), Piero Manzoni, Manfredo Massironi, Almir Mavignier, Ira Moldow, Agostino Pisani, Marco Santini, dal 25 maggio 1960.
- Mostra collettiva con Alberto Biasi, Kilian Breier, Enrico Castellani, Edoardo Landi, Heinz Mack, Edoarda Emilia Maino (Dadamaino), Piero Manzoni, Manfredo Massironi, Almir Mavignier, Motus, Agostino Pisani, Marco Santini, 24 giugno-18 luglio 1960.
- "Piero Manzoni. Consumazione dell’arte, dinamica del pubblico, divorare l’arte", 21 luglio 1960.

## Componenti redazione
- Piero Manzoni
- Enrico Castellani